# Horvathianella palliceps
Horvathianella palliceps är en insektsart som först beskrevs av Géza Horváth 1897.  Horvathianella palliceps ingår i släktet Horvathianella och familjen sporrstritar. Inga underarter finns listade i Catalogue of Life.